# Bank of the West Classic 2004
Il Bank of the West Classic 2004 è stato un torneo di tennis giocato sul cemento.  
È la 34ª edizione del Bank of the West Classic, che fa parte della categoria Tier II  nell'ambito del WTA Tour 2004. 
Si è giocato al Taube Tennis Center di Stanford in California dal 12 al 18 luglio 2004.

## Campionesse

### Singolare
Lindsay Davenport ha battuto in finale  Venus Williams, 7–6(4), 5–7, 7–6(4).

### Doppio
Eléni Daniilídou /  Nicole Pratt hanno battuto in finale  Iveta Benešová /  Claudine Schaul, 6–2, 6–4.